# Jean Amadou Tigana
Jean Amadou Tigana (23 Juny 1955 a Bamako, Sudan francès, avui Mali) és un entrenador i exjugador de futbol francès.
Fou internacional amb França a la dècada dels 80, disputant 52 partits, i jugant els Mundials de 1982 i 1986 i l'Eurocopa de 1984 on fou campió.
Com a futbolista els seus dos principals clubs van ser l'Olympique de Lió i el Bordeus. Com a entrenador començà al Lió (1993-1995), seguint a AS Monaco (fins al 1999) i més tard a Anglaterra i Turquia.